# Marquesado de la Mota
El marquesado de la Mota es un título nobiliario español creado por el rey Felipe II de España a favor de Rodrigo de Ulloa. su nombre hace referencia la municipio castellano de Mota del Marqués.

## Marqueses de la Mota
- Rodrigo de Ulloa, I marqués de la Mota;
- Mariana de Ulloa, II marquesa de la Mota;
- Luis de Ulloa y Quiñones, III marqués de la Mota;
- Francisco Antonio Silvestre de Ulloa Zúñiga y Velasco, IV marqués de la Mota;
- Mariana Tomasa Bibiana de Ulloa Zúñiga y Velasco, V marqués de la Mota;
- José Alefo de Cárdenas, VI marqués de la Mota;
- Francisca de Cárdenas Cabrera y Bobadilla, VII Marquesa de la Mota;
- Lorenzo de Cárdenas, VIII marqués de la Mota;
- Francisca de Zúñiga y Fonseca, IX marquesa de la Mota;
- Isabel Rosa de Ayala Toledo y Fajardo de Mendoza, X marquesa de la Mota;
- Teresa Mariana de Ayala Toledo y Fajardo de Mendoza, XI marquesa de la Mota y I marquesa de San Leonardo, casada con Pedro Colón de Portugal y Ayala, XI marqués de la Mota y VII duque de Veragua;
- Catalina Ventura Colón de Portugal y Ayala XII marquesa de la Mota;
- Jacobo Francisco Fitz-James Stuart y Colón de Portugal, XIII marqués de la Mota y III duque de Berwick;
- Carlos Bernardo Fitz-James Stuart y Silva (1752-1787), XIV marqués de la Mota;
- Jacobo Felipe Fitz-James Stuart zu Stolberg-Gedern, XV marqués de la Mota;
- Jacobo José Fitz-James Stuart y Silva, XVI marqués de la Mota;
- Carlos Miguel Fitz-James Stuart y Silva, XVII marqués de la Mota;
- Jacobo Fitz-James Stuart y Ventimiglia, XVIII marqués de la Mota y XV duque de Alba;
- Carlos Fitz-James Stuart y Portocarrero, XIX marqués de la Mota;
- Jacobo Fitz-James Stuart y Falcó, XX marqués de la Mota;
- Cayetana Fitz-James Stuart, XXI marquesa de la Mota;
- Carlos Fitz-James Stuart y Martínez de Irujo, XXII marqués de la Mota.